# Daniel Kehlmann

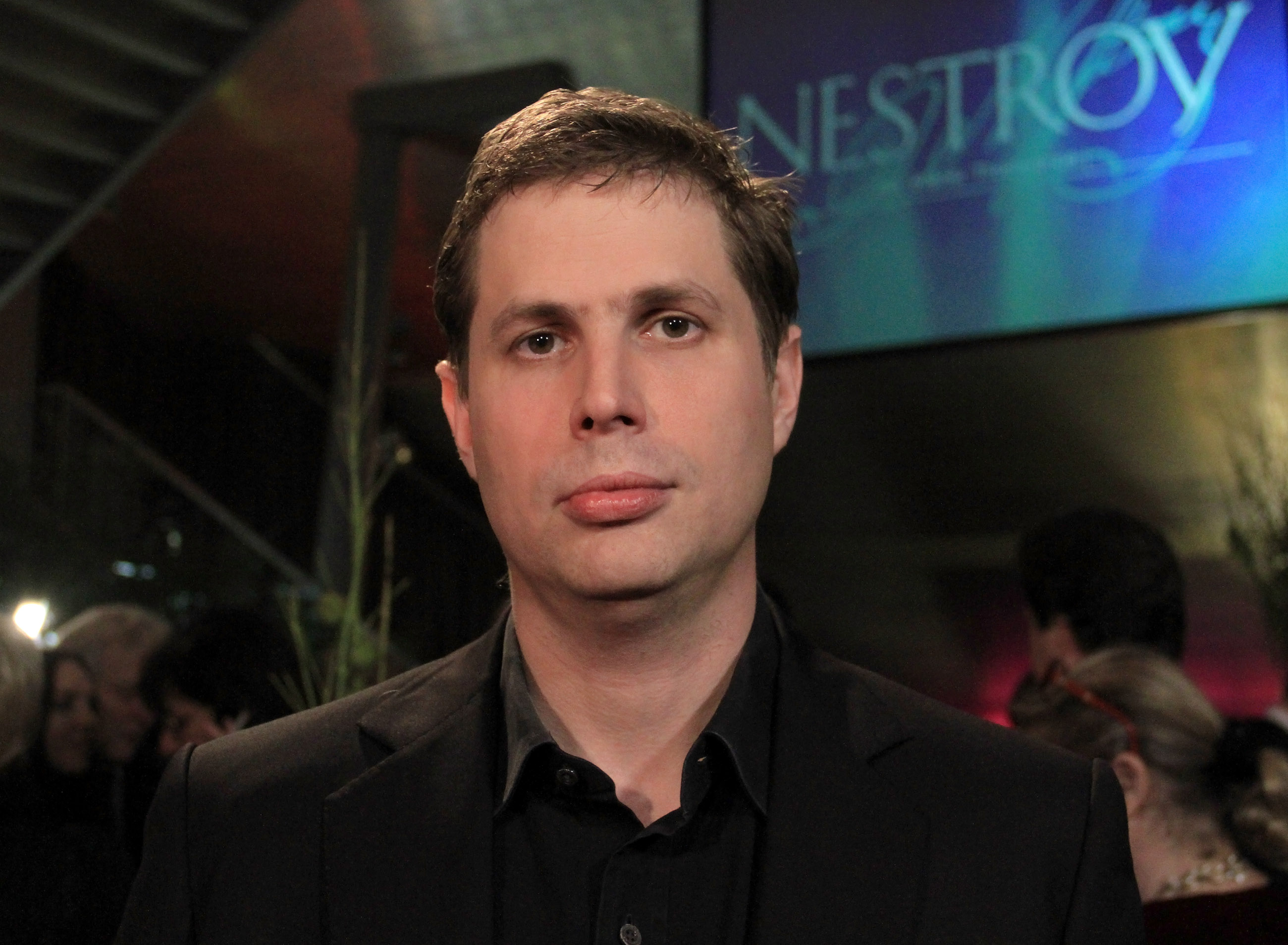
Daniel Kehlmann (2012)

Daniel Kehlmann (* 13. ledna 1975, Mnichov) je německo-rakouský spisovatel.

## Život
Daniel Kehlmann se narodil roku 1975 do rodiny rakouského režiséra Michaela Kehlmanna a herečky Dagmar Mettlerové. Jeho dědečkem z otcovy strany byl expresionistický spisovatel Eduard Kehlmann.
V roce 1981 se s rodinou přestěhoval z rodného Mnichova do Vídně, kde později vystudoval filozofii a germanistiku. Zahájil též doktorské studium, během nějž se chystal napsat práci o konceptu vznešeného (das Erhabene) v díle Immanuela Kanta, po prvotních literárních úspěších však studium přerušil a nadále se věnoval své spisovatelské kariéře.
V roce 2001 získal místo hostujícího docenta poetiky na univerzitě v Mohuči.

## Dílo
Píše recenze a eseje pro různé deníky, mj. Süddeutsche Zeitung, Frankfurter Rundschau a Frankfurter Allgemeine Zeitung.
Jako spisovatel debutoval v roce 1997 svým románem Beerholms Vorstellung (Beerholmova představa).
Autorův román F z roku 2013 líčí „příběh trojice rozdílných bratrů, kteří se – každý svým specifickým způsobem – potýkají s tragičností a falešností vlastních životů“. Martin je povoláním katolický duchovní, přestože nevěří v Boha, Eric pracuje jako majetkový poradce, který však s majetkem svých klientů nezachází příliš obezřetně, a Iwan spravuje pozůstalost zesnulého malíře Heinricha Eulenböcka, jehož obrazy současně falšuje, respektive vytváří nové malby, které pak vydává za původní Eulenböckovo dílo.
Český literární časopis A2 zařadil jeho román Vyměřování světa mezi nejlepší světové prózy po roce 2000.

## Přehled děl v originále
- Beerholms Vorstellung (Beerholmova představa), Wien : Deuticke, 1997. ISBN 3-216-30290-3 – román
- Unter der Sonne (Pod sluncem), Wien : Deuticke, 1998, ISBN 3-216-30363-2 – povídky
- Mahlers Zeit, (Mahlerův čas), Frankfurt am Main : Suhrkamp Verlag, 1999, ISBN 3-518-41078-4 – román
- Der fernste Ort (Nejvzdálenější místo), Frankfurt am Main : Suhrkamp Verlag, 2001, ISBN 3-518-41265-5 – novela
- Ich und Kaminski (Já a Kaminski), Frankfurt am Main : Suhrkamp Verlag, 2003 ISBN 3-518-41395-3 – román
- Die Vermessung der Welt, (Vyměřování světa), Reinbek : Rowohlt Verlag, 2005, ISBN 3-498-03528-2 – román
- Wo ist Carlos Montúfar? (Kde je Carlos Montúfar?), Reinbek : Rowohlt Verlag, 2005 ISBN 3-499-24139-0 – eseje
- Diese sehr ernsten Scherze. Göttinger Poetikvorlesungen. Göttingen : Wallstein Verlag, 2007. ISBN 3-8353-0145-4
- Requiem für einen Hund. Rozhovor se Sebastianem Kleinschmidtem. Berlin : Matthes & Seitz, 2008. ISBN 978-3-88221-735-3
- Ruhm : Ein Roman in neun Geschichten (Sláva : Román v devíti příbězích), Reinbek : Rowohlt Verlag, 2009, ISBN 978-3-498-03543-3 [8],[9]
- F (F), Reinbek: Rowohlt Verlag, 2013, ISBN 978-3-498-03544-0
- Geister in Princeton. Schauspiel, 2014
- Kommt, Geister. Frankfurter Vorlesungen, 2015
- Du hättest gehen sollen (Měls odejít)[10], 2016
- Tyll, 2017 – román

### České překlady
- Mahlerův čas (Mahlers Zeit, 1999, česky 2004 v překladu Jany Zoubkové, ISBN 80-7203-500-2)
- Vyměřování světa (Die Vermessung der Welt, 2005, česky 2007 v překladu Tomáše Dimtera, Nakladatelství Vakát, ISBN 978-80-903815-2-0)
- Sláva (Ruhm, 2009, česky 2009 v překladu Tomáše Dimtera, Nakladatelství Mladá fronta, ISBN 978-80-204-2060-2)
- Já a Kaminski (Ich und Kaminski, 2003, česky 2010 v překladu Tomáše Dimtera, Nakladatelství Mladá fronta)
- Tyll (Tyll, 2017, česky 2019 v překladu Michaela Půčka, Argo)